# Бромид вольфрама(IV)
Бромид вольфрама(IV) — неорганическое соединение, 
соль вольфрама и бромистоводородной кислоты с формулой WBr4,
чёрные кристаллы.

## Получение
- Бромирование бромида вольфрама(II):

{\displaystyle {\mathsf {WBr_{2}+Br_{2}\ {\xrightarrow {}}\ WBr_{4}}}}
- Осторожное восстановление высших бромидов вольфрама:

{\displaystyle {\mathsf {2WBr_{5}+H_{2}\ {\xrightarrow {}}\ 2WBr_{4}+2HBr}}}

## Физические свойства
Бромид вольфрама(IV) образует чёрные кристаллы.

## Химические свойства
- Реагирует с горячей водой:

{\displaystyle {\mathsf {WBr_{4}+H_{2}O\ {\xrightarrow {T}}\ WOBr_{4}+H_{2}}}}